# Олександрівська волость (Одеський повіт)
Олександрівська волость — адміністративно-територіальна одиниця Одеського повіту Херсонської губернії.
Станом на 1886 рік складалася з 4 поселень, 4 сільських громад. Населення — 1928 осіб (971 чоловічої статі та 957 — жіночої), 347 дворових господарств.
|                     | Площа, десятин | У тому числі орної, дес. |
| ------------------- | -------------- | ------------------------ |
| Сільських громад    | 6087           | 6077                     |
| Приватної власності | 3932           | 2800                     |
| Казенної власності  | 7900           | 2990                     |
| Іншої власності     | 120            | 60                       |
| Загалом             | 18039          | 11927                    |

Найбільше поселення волості:
- Олександрівка (Сичавка) — село при Григорівському лимані за 35½версти від повітового міста, 1129 осіб, 180 дворів, православка церква, школа, поштова станція, 2 лавки, постоялий двір. За ¼ версти — постоялий двір, лавка.
- Аннеталь (Білярі) — колонія німців при Сичавка, 274 осіб, 40 дворів, лютеранський молитовний будинок, лавка.